# 次渠南駅
座標: 北緯39度47分41秒 東経116度34分52秒 / 北緯39.794705度 東経116.581013度
次渠南駅（じきょみなみえき）は北京市通州区に位置する北京地下鉄亦荘線の駅である。

## 駅構造
- 島式ホーム1面2線を有する地下駅。[2][3]

## 歴史
- 2010年12月30日 - 開業。

## 隣の駅
北京地下鉄
■亦荘線
経海路駅 - 次渠南駅 - 次渠駅